# Gerolamo Rorario

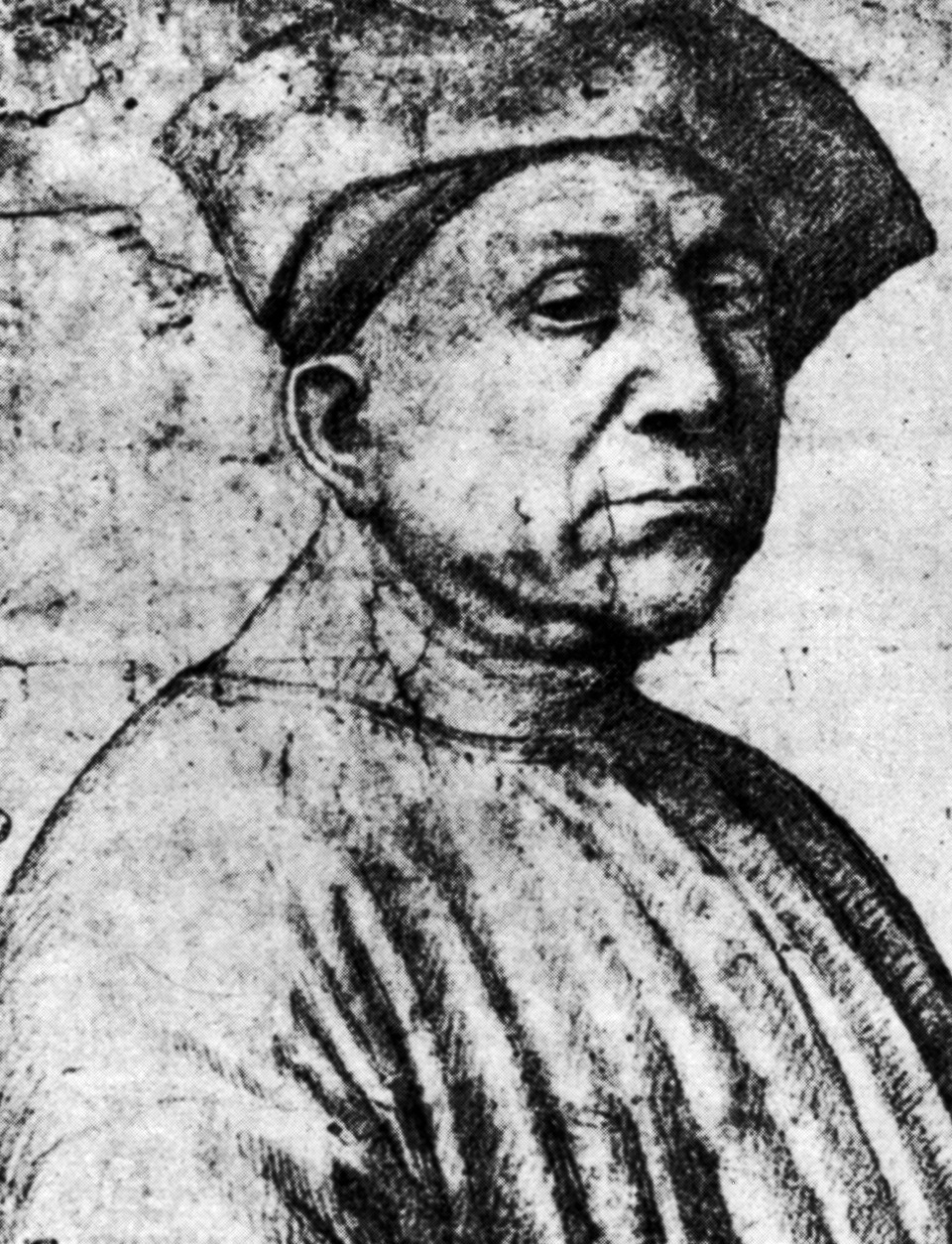
Presunto ritratto di Rorario, attribuito a Giovanni Antonio Sacchis

Gerolamo Rorario, o Rorajo (in latino Hieronymus Rorarius; Pordenone, 1485 – Pordenone, 1556), è stato un umanista, scrittore, diplomatico e nunzio apostolico italiano, autore di Dialoghi ispirati alla tradizione letteraria di Luciano di Samosata.

## Opere
- Quod animalia bruta ratione utantur melius homine [1648], a cura di M. Teresa Marcialis, Aurifodina Philosophica, CESDES, Conte Editore, 1998,ISBN 88-87143-33-1